# Kaltimonjärvi
Kaltimonjärvi är en sjö i Finland. Den ligger i kommunen Joensuu i landskapet Norra Karelen, i den sydöstra delen av landet, 400 km nordost om huvudstaden Helsingfors. Kaltimonjärvi ligger 116,2 meter över havet. Den är 31 meter djup. Arean är 1,94 kvadratkilometer och strandlinjen är 13,3 kilometer lång. Sjön  ingår i Vuoksens huvudavrinningsområde.   I omgivningarna runt Kaltimonjärvi växer i huvudsak blandskog. Den sträcker sig 3,7 kilometer i nord-sydlig riktning, och 2,5 kilometer i öst-västlig riktning.
I övrigt finns följande i Kaltimonjärvi:
- Akkasaari (en ö)
- Onkisaari (en ö)
- Nuottasaari (en ö)
- Kalliosaari (en ö)
- Ilosaari (en ö)